# اوسیج‌ها
ملت اوسیج یا قبیله اوسیج (به انگلیسی: Osage Nation; ‎/ˈoʊseɪdʒ/‎ OH-sayj) (به زبان اوسیجی: 𐓁𐓣 𐓂𐓤𐓘𐓯𐓤𐓘͘، "مردم آب‌های میانی") قبیله‌ای از بومیان آمریکا در غرب میانه و در دشت‌های بزرگ هستند. این قبیله در حدود ۷۰۰  سال پیش از میلاد در کنار سایر گروه‌های خانواده زبانی خود، در میان دره‌های رودخانه‌های اوهایو و می‌سی‌سی‌پی، حضور داشتند. آن‌ها پس از قرن هفدهم میلادی به غرب مهاجرت کردند و در نتیجه حمله ایروکواها به دره اوهایو، به نزدیکی محل تلاقی رودخانه‌های میسوری و می‌سی‌سی‌پی رفته و شکارگاه‌های جدیدی در این منطقه یافتند.
اصطلاح "Osage" یک لغت فرانسوی از نام این قبیله است که تقریباً می‌تواند به معنای "آب آرام" ترجمه شود. مردم اوسیج در زبان‌های بومی دهگیهان و سیویی خود را واژاژه به معنی «آب‌های میانه» می‌نامیدند.
در اوایل قرن نوزدهم، اوسیج به قدرت غالب در منطقه تبدیل شده بود و قبایل همسایه از آن می‌ترسیدند. این قبیله منطقه بین رودخانه‌های میسوری و رد، اوزارک در شرق و دامنه کوه‌های ویچیتا در جنوب را کنترل می‌کردند. آن‌ها عشایر بوده و به شکار بوفالوهای وحشی و کشاورزی وابسته بودند.
جورج کاتلین، نقاش قرن نوزدهمی، اوسیج را به عنوان «بلندترین نژاد مردان در آمریکای شمالی، اعم از سرخ‌پوست‌ها یا سفیدها، که … بسیاری از آن‌ها شش و نیم و بقیه هفت فوت هستند» توصیف کرده‌است. میسیونر آیزاک مک کوی اوسیج را «ملتی غیرمعمول خشن، شجاع و جنگجو» توصیف کرد و گفت که آن‌ها «بهترین سرخپوستانی بودند که تا به حال در غرب دیده‌ام».
در دره اوهایو، اوسیج در ابتدا در میان دیگر گویشوران زبان‌های دهگیهان، مانند کانسا، پونکا، اوماها و کواپاو، زندگی می‌کردند. محققان بر این باورند که این قبایل احتمالاً پس از ترک نواحی اوهایو از نظر زبان و فرهنگ متمایز شدند. اوماها و پونکا در نبراسکای کنونی ساکن شدند. کانزا در کانزاس؛ و کواپاو در آرکانزاس.
در قرن نوزدهم، اوسیج توسط دولت ایالات متحده مجبور شد از کانزاس به سرزمین سرخپوستان (اوکلاهامای کنونی) کوچ کند و هنوز هم اکثر فرزندان آن‌ها در اوکلاهما زندگی می‌کنند. در اوایل قرن بیستم، نفت در سرزمین آن‌ها کشف شد. قبیله اوسیج در قراردادی با دولت توانستند حقوق مواد زیرزمینی مناطقی که در آن می‌زیستند را در طول فرایند تخصیص حفظ کنند و بسیاری از اوسیج‌ها پس از کشف نفت در این مناطق ثروتمند شدند. با این حال، در طول دهه ۱۹۲۰ و آنچه به عنوان عصر وحشت شناخته می‌شد، بومیان اوسیج متحمل دستکاری، کلاه‌برداری و قتل‌های متعدد توسط سفیدپوستانی شدند که مشتاق به تصرف ثروت آن‌ها بودند.
در سال ۲۰۱۱، این قبیله پس از ۱۱ سال کشمکش قانونی بر سر سوءمدیریت طولانی مدت صندوق‌های نفتی خود، با دولت فدرال به توافق رسید. در قرن بیست و یکم، ملت اوسیج که از سوی دولت فدرال به رسمیت شناخته شده‌است، تقریباً ۲۰۰۰۰ عضو ثبت نام شده داشته‌است، که ۶۷۸۰ نفر از آن‌ها در منطقه قضایی مختص این قبیله ساکن هستند. اعضا همچنین خارج از منطقهٔ قبیله‌ای خود، در اوکلاهاما و در سایر ایالت‌های این کشور زندگی می‌کنند. این قبیله از شرق با ملت چروکی، از جنوب با ملت موسکوگی و ملت پاونی، و از غرب با قوم کاو و اوکلاهاما هم‌مرز هستند.